# Pułki artylerii lekkiej w II Rzeczypospolitej
Pułki artylerii polowej / pułki artylerii lekkiej (pap / pal) – oddziały artylerii lekkiej (polowej) Wojska Polskiego w II Rzeczypospolitej.

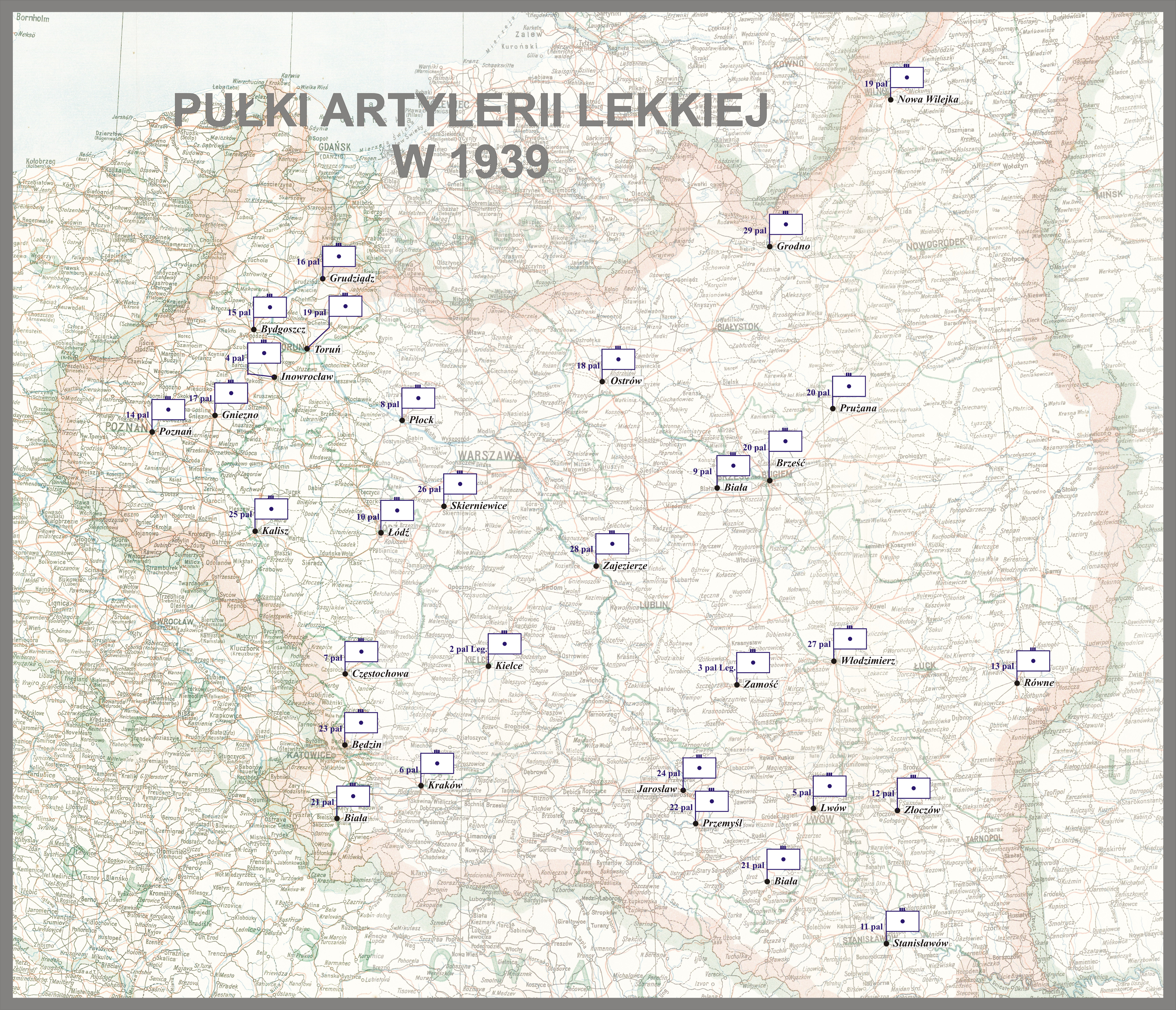
Pułki artylerii lekkiej w 1939

1 stycznia 1932 roku wszystkie pułki artylerii polowej przemianowane zostały na pułki artylerii lekkiej.
Oddziały artylerii lekkiej (polowej) stanowiły organiczną artylerię wielkich jednostek piechoty. Jeden pułk (31) był jednostką manewrową Centrum Wyszkolenia Artylerii. W organizacji wojennej, artylerię dywizyjną uzupełniały dywizjony artylerii ciężkiej typu B.
Organizacja pokojowa pułku artylerii lekkiej przewidywała w jego składzie dowództwo i trzy dywizjony po trzy baterie czterodziałowe.
Pułki, mimo ujednoliconej struktury posiadały jednak różne uzbrojenie.
20 pułków posiadało w dwóch dywizjonach armaty wz.97 kal.75 mm, a w jednym haubice wz.1914/19 kal.100 mm.
kolejne 9 pułków posiadało w jednym dywizjonie armaty wz.97 kal.75 mm, a w pozostałych haubice wz.1914/19 kal. 100 mm.
19 pal mając inną strukturę posiadał w dwóch dywizjonach armaty wz.97 kal.75 mm i w kolejnych dwóch haubice wz.1914/19 kal.100 mm.
23 pal mając również inną strukturę posiadał w trzech dywizjonach armaty wz.97 kal.75 mm i w jednym haubice wz.1914/19 kal.100 mm.

## Organizacja wojenna pułku artylerii lekkiej w 1939

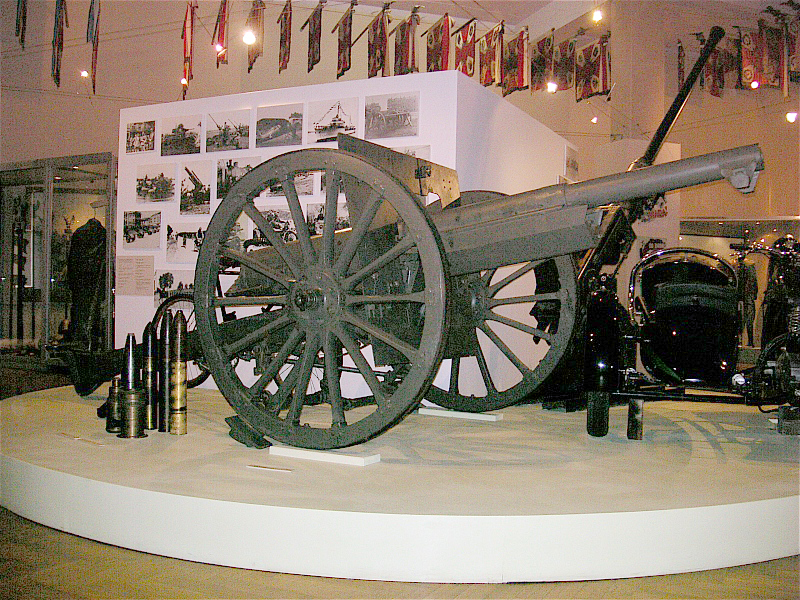
Armata 75 mm wz. 1897

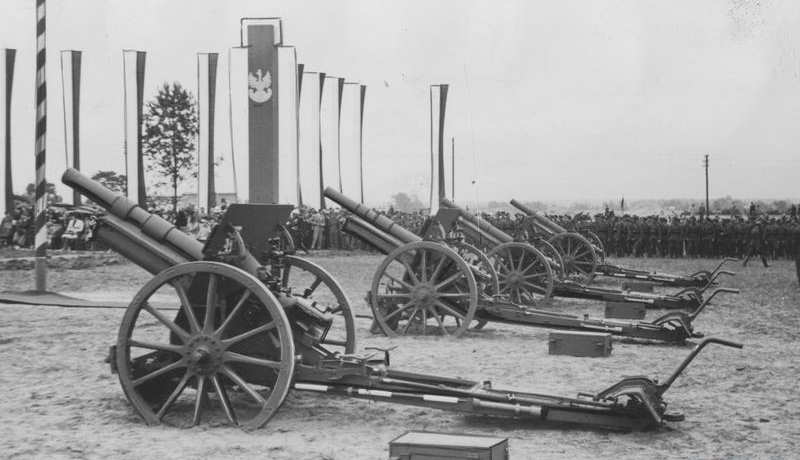
Haubice 100 mm wz. 1914/19P

Organizacja wojenna pułku artylerii lekkiej przewidywała w jego składzie następujące pododdziały:
- poczet dowódcy pułku
- pluton topograficzno-ogniowy
- pluton łączności
- pluton gospodarczy
- trzy dywizjony uzbrojone w armaty 75 mm wz. 1897 lub haubice wz. 1914/19

Każdy z trzech dywizjonów składał się z pocztu dowódcy, zwiadu, trzech baterii czterodziałowych i kolumny amunicyjnej
Każda z dziewięciu baterii pułku składała się z pocztu dowódcy, zwiadu, drużyny łączności (trzy patrole telefoniczne piesze, jeden patrol telefoniczny konny i sekcja łącznicy telefonicznej polowej ŁP-6), sekcji karabinów maszynowych (dwa lekkie karabiny maszynowe), dwóch plutonów ogniowych (w każdym plutonie dwa działa i 2 jaszcze) oraz drużyny gospodarczej.
Pluton łączności dywizjonu składał się z dwóch patroli telefonicznych pieszych, patrolu telefonicznego konnego, dwóch sekcji łącznic telefonicznych polowych typ ŁP-6 oraz dwóch sekcji radio z radiostacjami typu N-2/T.
Pluton łączności pułku składał się z dwóch patroli telefonicznych pieszych, dwóch sekcji łącznic telefonicznych polowych typ ŁP-10 i sekcji radio z radiostacją typ N-1/T.
Stan etatowy pułku liczył 85 oficerów, 2048 podoficerów i szeregowych, 1842 koni.

## Pułki artylerii lekkiej w 1939
- 1 pułk artylerii lekkiej Legionów Józefa Piłsudskiego – Wilno
- 2 pułk artylerii lekkiej Legionów – Kielce
- 3 pułk artylerii lekkiej Legionów – Zamość
- 4 Kujawski pułk artylerii lekkiej – Inowrocław
- 5 Lwowski pułk artylerii lekkiej – Lwów
- 6 pułk artylerii lekkiej – Kraków
- 7 pułk artylerii lekkiej – Częstochowa
- 8 Płocki pułk artylerii lekkiej im. Króla Bolesława Krzywoustego – Płock
- 9 pułk artylerii lekkiej – Biała
- 10 Kaniowski pułk artylerii lekkiej – Łódź
- 11 Karpacki pułk artylerii lekkiej – Stanisławów (I dywizjon w Kołomyi)
- 12 Kresowy pułk artylerii lekkiej – Złoczów (I dywizjon w Tarnopolu)
- 13 Kresowy pułk artylerii lekkiej – Równe (III dywizjon w Łucku)
- 14 Wielkopolski pułk artylerii lekkiej – Poznań
- 15 Wielkopolski pułk artylerii lekkiej – Bydgoszcz
- 16 Pomorski pułk artylerii lekkiej  – Grudziądz
- 17 pułk artylerii lekkiej – Gniezno
- 18 pułk artylerii lekkiej  – Ostrów Mazowiecka
- 19 pułk artylerii lekkiej – Nowa Wilejka (II dywizjon w Mołodeczno, III dywizjon w Lidzie)
- 20 pułk artylerii lekkiej – Prużana (I i IV dywizjon w Baranowiczach)
- 21 pułk artylerii lekkiej – Biała (III dywizjon w Oświęcimiu)
- 22 pułk artylerii lekkiej – Przemyśl
- 23 pułk artylerii lekkiej – Będzin (II dywizjon w Żorach)
- 24 pułk artylerii lekkiej im. Króla Jana III Sobieskiego – Jarosław
- 25 pułk artylerii lekkiej Ziemi Kaliskiej – Kalisz
- 26 pułk artylerii lekkiej im. Króla Władysława IV – Skierniewice
- 27 pułk artylerii lekkiej – Włodzimierz
- 28 pułk artylerii lekkiej  – Zajezierze
- 29 pułk artylerii lekkiej – Grodno (I dywizjon w Suwałkach)
- 30 Poleski pułk artylerii lekkiej – Brześć nad Bugiem
- 31 Pułk Artylerii Lekkiej – Toruń

Pułki artylerii lekkiej zmobilizowane w 1939
- 32 pułk artylerii lekkiej – Twierdza Osowiec
- 33 pułk artylerii lekkiej
- 38 pułk artylerii lekkiej
- 40 pułk artylerii lekkiej
- 51 pułk artylerii lekkiej
- 54 pułk artylerii lekkiej
- 55 pułk artylerii lekkiej
- 61 pułk artylerii lekkiej
- 65 pułk artylerii lekkiej